# Біла Куманія
Біла Куманія — конфедерація половецьких орд на чолі з ханами з клану Кай-оба, династії Бонякидів. Відома як Придніпровська конфедерація половців.

## Історія
Вперше назва Біла Куманія згадується арабським істориком Абу Абдаллах аль Ідрісі, який у своїх працях писав, користуючися тюрського традицію позначення сторін світу кольорами, що країна Куманія ділитися на дві великі частини: Чорну й Білу Куманію. Це відповідає давній кочівницькій традиції політичного поділу на два крила — західне й східне.
У 1060-х роках половці декількох орд увійшли до Наддніпрянщини. У 1070 році вперше нападають на Угорщину. Вони пройшли через гірський перехід Мезеш і розорили провінцію Пір, включаючи місто Біхора. У 1080-х роках Боняк спільно з Тугорканом чотири рази вдералися до Візантії, підтримуючи Болгарію. Водночас 1080 року половецьке військо на чолі з ханом Копульхом вторглося на територію Угорського королівства, але зрештою зазнало поразки.
До середини 1090-х років відбувається об'єднання половецьких орд у своєрідну конфедерацію, яка в арабських хроністах отримала назву Біла Куманія. Чинником цього також стало протистояння з Київською Руссю. Водночас половецькі хани підтримували претендента на візантійський трон Псевдо-Діогена. В цей період Біла Куманія стає провідною поруч з Чорною куманією.
Наприкінці ХІ ст. — початку ХІІ ст. складаються умови до переходу на напівкочовий спосіб ведення господарства, починають розвиватися міста й торгівля, встановлюється чітка межа кочувань. Водночас  після загибелі Боняка і Тааза відбувається переорієнтація зовнішньої політики Білої Куманії з  Русі (тут першість переходить до ханів Чорної Куманії) до Балкан і Угорщини. Сфера впливу  тепер поширюється до річки Олт і Добруджи. Провідником її став Гзак Белюкович. що почав війни проти Візантійської імперії.
Нове посилення відбувається за часів хана Кобяка та його сина Данила. Втім загибель останнього 1223 року у війні з монголами призвела до встановлення влади в Білій Куманії кланом тертер-оба на чолі із Котяном. Той у 1237—1240 роках боровся проти нового монгольського вторгнення, проте зазнав поразку й відкочував до Угорщини. Біла Куманія скоротилася до Дніпра і втратила кримські землі.
Втім Біла Куманія зберегла більшу частину земель та війська, її союзником було Друге Болгарське царство. У 1242 року половці цього союзу виступили проти монголів Бату, що поверталися з західного походу. Можливо союз очолював Тегак, який після поразки близько 1243 року відкочував до Угорщини або Галицько-Волинського князівства. Біла Куманія припинила своє існування. Її територія увійшла до Крила Мувала. Лише половецька орда в Буджаку зберегла до 1260-х років незалежність. Нащадки останніх її ханів заснували 1280 року болгарську царську династію Тертеровичів.

## Територія
Охоплювала землі Північнозахідного Причорномор'я і Західного Приазов'я — в межах сучасних Одеської, Миколаївської, Херсонської, Кіровоградської, Запорізької областей. Також підпорядковувалася північнозахідна частина Кримського півострова. Кордонами з руськими князівствами слугували області міст Вир, Канів, Баруч.
Столицею було місто Матлука (інша назва БілоїКуманії в арабських джерелах). За деякими припущеннями розташовувалося на річці Молочна.

## Устрій
Складалася з декількох орд, але через брак точних відомостей визначити їх складно. Кожна орда, як і входили в неї більш дрібні підрозділи-курені, мали власні ділянки землі з входили туди зимника, літниками і маршрутами кочівлі між ними. Курені являє собою об'єднання кількох споріднених сімей. Курені за етнічним складом могли належати не тільки половцям, але і сусіднім народам.
Збереглася вервична система успадкування влади, коли сама передача здійснювалася лише від дядька до племінника. Це забезпечувало утримувати владу в межах одного роду, але унеможливлювало її централізацію в межах сім'ї. Основною формою суспільної організації у половців були племена. Хан орди виконував функцію розподілу багатства, проте, на відміну від арабів чи європейців, він мусив рахуватися з простолюдом. Над усім об'єднанням стояв хан найпотужнішого роду. Хани племен та конфедерації організовували з'їзди знаті.

### Хани
- Боняк
- Тааз
- Севенч
- Башкорд
- Кобяк
- Данило Кобякович
- Котян
- Тегак

## Вірування
У більшості своїй половці сповідували тенгріанство з верховним божеством Тенгрі (високе синє небо) і Умай (його дружина-земля). Так само вони поклонялися тваринам, особливо вовку (подібне вірування існувало і у торків), якого кипчаки вважали своїм пращуром-тотемом. Згодом серед знаті стало поширюватися православ'я.